# Adrien de Gomicourt
Adrien de Gomicourt (overleden 1596 te Hesdin), heer van Cunchy, Lignereule en Mazières, ridder van de Orde van Santiago, was een bekend militair uit de beginjaren van de Tachtigjarige Oorlog. Hij was onder andere commandant van de artillerie in het Spaanse leger, president van de krijgsraad en gouverneur van Maastricht en Hesdin.
Adrien de Gomicourt was de zoon van Adrien de Poix en Anne de Lignereule en de Cunchy. Op 16 maart 1580 volgde hij Francisco de Montesdoca op als militair gouverneur van Maastricht en op 17 juli 1580 legde hij de eed van trouw af aan de bisschop van Luik, Gerard van Groesbeek. Zijn eerste zorgen waren om de financiën in orde te krijgen en de vesting wederom in staat van verdediging te brengen na het Beleg van Maastricht (1579). Eind 1580 of begin 1581 werd hij door Parma belast met een diplomatieke missie naar Filips II van Spanje. Gedurende zijn afwezigheid in Maastricht nam de commandant d'Esteves het tijdelijke bevel over de vesting waar. De Gomicourt zette zich ervoor in dat de Jezuïeten in 1583 in Maastricht mochten terugkeren. Na zijn ontslag als gouverneur in Maastricht, vertrok hij begin 1590 naar Hesdin (Pas-de-Calais), waar hij eveneens gouverneur was geworden. Op 21 maart 1590 legde hij als zodanig de eed af.
Adrien de Gomicourt was sinds 1585 gehuwd met  Philippe (Philippine?) de Montmorency-Wastines.